# Šešuvies ir Jūros upės slėniai
Šešuvies ir Jūros upės slėniai este o arie protejată (arie de protecție specială avifaunistică — SPA) din Lituania întinsă pe o suprafață de 1.352,53 ha, integral pe uscat.

## Localizare
Centrul sitului Šešuvies ir Jūros upės slėniai este situat la coordonatele 55°11′08″N 22°12′02″E / 55.1856°N 22.2006°E.

## Înființare
Situl Šešuvies ir Jūros upės slėniai a fost declarat arie de protecție specială avifaunistică în aprilie 2004 pentru a proteja 7 specii de animale.

## Biodiversitate
Situată în ecoregiunea boreală, aria protejată nu include niciun habitat protejat.
La baza desemnării sitului se află mai multe specii protejate de  păsări (7): pescăruș albastru (Alcedo atthis), barză albă (Ciconia ciconia), erete de stuf (Circus aeruginosus), cristeiul de câmp (Crex crex), sfrâncioc roșiatic (Lanius collurio), cresteț pestriț (Porzana porzana), silvie porumbacă (Sylvia nisoria).